# Nikolaus Nack
Nicolas Nack, né le 17 janvier 1786 à Mayence et mort le 5 mai 1860 dans la même ville, est un homme d'affaires allemand et maire de la ville de Mayence.

## Biographie
Nack (fils d'un boucher) était marchand et négociant en vins. Sans aucune formation juridique, il a néanmoins réussi à obtenir le poste de vice-président du tribunal de commerce de Mayence. Il était maire de la ville de Mayence du 1er avril 1842 jusqu'à sa mort au 5 mai 1860. Le 1er décembre 1858, il reçut le titre honorifique d'« Oberbürgermeister ». Au cours de son mandat, Nack a nommé Joseph Laské (de) comme maître d'œuvre de la ville. Lors des événements de l'année révolutionnaire 1848, il prit une position de médiateur et put empêcher l'effusion de sang lors d'un conflit entre la milice et les soldats prussiens en mai.
Nack est mort pendant son mandat en 1860.

## Hommage
Aujourd'hui à Mayence, la Nackstrasse (à Mainzer Neustadt) porte son nom.

## Événements au cours de son mandat
- Première exposition industrielle allemande à l'Hôtel de l'ordre teutonique (1842)
- Première journée catholique allemande à Mayence (1848)
- Acquisition du site de l'ancienne maison des Invalides pour accueillir les nécessiteux (1848)
- Ouverture du lycée épiscopal Willigis (alors Marienschule) (1852)
- Fondation de l'hôpital Vincenz et Elisabethen (1850)[2]
- Fondation du Musée central romano-germanique (1852)
- Ouverture de la gare principale de Mayence sous le nom de "Centralbahnhof" (1853)
- Éclairage des Rues (1855)
- Explosion de la tour poudrière (de) (1857)
- Plaques de rue (1860)